# Болгаро-испанские отношения
Болгарско-испанские отношения — двусторонние международные отношения между Болгарией и Испанией. Страны установили дипломатические отношения 8 мая 1910 года. В 1946 году отношения были разорваны, а в 1970 — восстановлены на уровне консульских учреждений и торговых миссий. С января 1970 дипломатические отношения переросли до уровня посольств. У Болгарии есть посольство в Мадриде и почетное консульство в Барселоне. У Испании есть посольство в Софии.
Обе страны являются членами Европейского Союза и НАТО.

## Королевские визиты в Болгарию
- Король и королева Испании Хуан Карлос I и София.
  - 23-25 мая 1993 года — София
  - 8-10 июня 2003 года — София и Пловдив
- Принц Астурийский Филипп и Принцесса Астурийская Летиция
  - 9-10 февраля 2006 года — София
- июль 2013 года — делегация из Виго (Галисия, Испания) во главе с А. Льера — София, Пловдив и Плевен.